# Karl Max Barthélémy
Karl Max Barthélémy (N'Djamena, 27 ottobre 1986) è un calciatore ciadiano, attaccante del Gazelle e della nazionale ciadiana.